# 熱血高校サッカー部 ワールドカップ編
『熱血高校サッカー部 ワールドカップ編』（ねっけつこうこうサッカーぶ ワールドカップへん）は、1991年4月26日にテクノスジャパンから発売されたゲームボーイ用サッカーゲームソフトである。
元々、日本国外で発売されたNES版『Nintendo World Cup』を元にしている。

## 概要
『熱血高校ドッジボール部 サッカー編』の続編で、みさこを除くサッカー部員と、くにおが世界遠征に出掛ける。
前作が相手高校別の必殺シュートだったのに対し、個人別に違う必殺シュートを放つようになった。
作戦は単一化されており、個人個人の身体能力に頼っている。
2012年8月1日よりニンテンドー3DSのバーチャルコンソールにて配信された（提供元はアークシステムワークス）。

## 部員
新登場以外のメンバーは『熱血高校ドッジボール部 サッカー編』を参考の事。前作より、顔、必殺シュートの仕様が一部変わっている。

### レギュラー
- くにお
- たかし
- すすむ
- あつし
- まさ
- げんえい

### 補欠
- まさひろ

サッカー部の補欠。足が遅い。から揚げ弁当をよく食べている。
- ひろゆき

補欠その2。まさひろのそばに居ついている。

## 相手チーム
太字のキャラクターはキャプテン。
第1試合：カメルーン
チーム紹介時には『熱血高校ドッジボール部 サッカー編』でマタギ学園のチーム紹介時に流れる曲をアレンジした物が流れる。
選手全員の髪形は丸刈り頭となっている。
- タハ
- ボーギー
- イエミー
- アクソン

- ムアイ
- アツクバー
- ダライ　補欠
- クアメ　補欠

第2試合：フランス
チーム紹介時には凱旋門が表示される。選手全員、鼻が大きい。
- マニュエル
- ピエール
- ロネ
- アンドレ

- ジョエル
- ジャン
- レオン　補欠
- ミケール　補欠

第3試合：ソビエト
キャプテンであるヤコブのワンマンチーム。チーム紹介時には『コロブチカ』風の曲が流れる。
選手全員の髪形はスキンヘッドとなっている。
- ヤコブ
- ボルフ
- ボリス
- パベル

- イバン
- バギス
- ピヨトル　補欠
- イリア　補欠

第4試合：スペイン
選手全員がコルドベスハットの帽子をかぶっている。
- カルロス
- ジュアン
- フランコ
- トント

- マルコ
- トーニー
- パブロ　補欠
- ジュリオ　補欠

第5試合：イギリス
チーム紹介時にはビッグ・ベンとロンドン橋をバックに『ロンドン橋落ちた』が流れる。
選手全員の髪形はパンクヘアとなっている。
- ジェームス
- ピーター
- キース
- ポール

- アンドリュー
- ジョージ
- ヘンリー　補欠
- アーサー　補欠

第6試合：メキシコ
選手の顔は『熱血高校ドッジボール部 サッカー編』に登場するマタギ学園のメンバーと同じ。
チーム紹介時には『ラクカラーチャ』風の曲が流れる。
- チコ
- アドルフ
- ミーコ
- ルイス

- レネ
- ニーロ
- マロ　補欠
- ジョリオ　補欠

第7試合：ポーランド
選手の顔は『熱血高校ドッジボール部 サッカー編』に登場する吉本工業高校のメンバーをアレンジしたものとなっている。
チーム紹介時には風車とチューリップ畑が表示される。
- ルイス
- ピエツトゥ
- ヨハン
- ビクター

- ジェレ
- ウィレム
- ニールス　補欠
- ステフアン　補欠

第8試合：ブラジル
選手全員の髪形はアフロヘアになっている。
- シルビア
- ジョアオ
- エリオ
- ユスタ

- ジャニオ
- ブルーノ
- タオ　補欠
- アラム　補欠

第9試合：アメリカ
元となったゲーム『Nintendo World Cup』の主人公チーム。バランスのとれたチームでチームワークもいい。
チーム紹介時には自由の女神が表示される。
- トニー
- テリー
- マーク
- デイブ

- ブライアン
- ドン
- フィル　補欠
- フレツド　補欠

第10試合：イタリア
選手の顔は『熱血高校ドッジボール部 サッカー編』に登場する山本興業高校のメンバーをアレンジしたものとなっている。
チーム紹介時にはコロッセオが表示される。
- エミリオ
- マウロ
- ペトロ
- アルド

- ジゥリオ
- エンゾ
- エンリコ　補欠
- アンドリア　補欠

第11試合（準決勝戦）：アルゼンチン
ディエゴがキャプテンの優勝候補No.2のチーム。ディエゴの元モデルはディエゴ・マラドーナ。
選手全員、耳が大きい。
- ディエゴ
- フアン
- ジョゼ
- ネリー

- オスカー
- ヘクター
- アトゥーロ　補欠
- ジュールス　補欠

第12試合（決勝戦）：ドイツ
攻・走・守に三拍子揃った、優勝候補No.1のチーム。
- ルディ
- アンディ
- オラフ
- ロザー

- トーマス
- ユルゲン
- ハンス　補欠
- フリースル　補欠

## 備考
- シナリオのパスワードは対戦した相手チームの試合を教えてくれるので、続きは計2回試合で勝たないと、ゲームを続行できない。
- 元々は『ファミリーコンピュータMagazine』のウソ技から派生したゲームである。
- 日本国外でも発売されており、各チームが選べ、エンディングも選んだチームに対応など、特に日本チームである目のグラフィックがKunioのみ歌舞伎のような目、他の選手は眼鏡をかけた姿に変更されている。
- ダイビングヘッドでシュートが打てないバグがある。そのため必殺技を打つ手段はオーバーヘッドキックと特定歩数でのシュートの2種に絞られる。